# Pro mente austria
Pro mente austria (lat. pro mente = für die Seele / für den Geist) ist der Österreichische Dachverband der Vereine und Gesellschaften für psychische und soziale Gesundheit außerhalb der Psychiatrie. Er umfasst gegenwärtig zweiundzwanzig selbständige und unabhängige Mitgliedsorganisationen. Hauptziele sind die Förderung psychisch kranker Menschen und die Verbesserung ihrer Stellung in der Gesellschaft gemäß der Menschenrechtskonvention der UNO. Dabei ist der Aufbau und der Betrieb von psychosozialen Strukturen (Beratung, Betreuung, Wohnen) von besonderer Bedeutung, wobei von allen Mitgliedsorganisationen insgesamt ca. 100.000 Personen von rund 4600 Mitarbeitern (Stand: 2021) betreut werden.

## Vereine und Gesellschaften

### pro mente Wien
die Gesellschaft für psychische und soziale Gesundheit wurde 1965 in Wien gegründet. pro mente Wien hat Angebote für Menschen mit psychischen Erkrankungen in den Bereichen Wohnen, Arbeit und Freizeit. pro mente Wien unterstützt an Selbsthilfe orientierte Projektarbeit. Auch die pro mente Akademie hat einen Standort in Wien. Die Wiener Gesellschaft ist berechtigt, das Österreichische Spendengütesiegel zu führen.

### pro mente reha
bietet medizinisch psychiatrische Rehabilitation für erwachsene Menschen mit psychischen Beeinträchtigungen, aus Österreich.

### pro mente Kärnten
Verein pro mente Kärnten – Gesellschaft für psychische und soziale Gesundheit wurde 1979 als „pro mente infirmis“ gegründet und unterhält u. a. Tageszentren in Klagenfurt, Villach, Spittal, Wolfsberg; ein sozialpsychiatrisches Zentrum in Spittal; eine psychotherapeutische Ambulanz; Wohngemeinschaften für betreutes Wohnen; ein Psychiatrischer Not- und Krisendienst; Psychiatrische Nachbetreuung; ein Übergangsheim; und eine Einrichtung für forensische Rehabilitation in Liebenfels.
Für die berufliche Integration wurde ein Berufstraining (bis 15 Monate) für Dienstleistungs-, Verwaltungs- und kaufmännische Berufe eingerichtet. Daneben wird ein Arbeitstraining in Hermagor, Klagenfurt, Spittal, Villach, Wolfsberg angeboten. Die dabei ausgeführten Arbeitsprojekte umfassen u. a. Gartenservice, Umweltinselreinigung, Wäsche-, Näh- und Bügelservice, Tischlerei, Copy-Shop, Reinigung.

### pro mente Oberösterreich
pro mente Oberösterreich – Gesellschaft für psychische und soziale Gesundheit ist seit den 1960er Jahren in Oberösterreich in der psychosozialen Versorgung tätig. Es werden (Stand: 2011) rund 30.000 Menschen in rund 150 Einrichtungen von 1.300 Beschäftigten betreut, wobei das Angebot für die psychosoziale Betreuung u. a. Psychosoziale Beratung mit zweiundzwanzig Beratungsstellen; ein Psychosozialer Notdienst; ein Kriseninterventionszentrum. Dazu gibt es noch mehrere Clubhäuser, Freizeit & Kommunikation, Jugendbetreuung, Laienhilfe, Medizinische Rehabilitation, Suchtberatungsstellen und stationäre Langzeittherapien, Tagesstrukturen und Wohneinrichtungen in mehreren Städten, Unterstützung bei Altersdemenz umfasst. Damit verbunden sind das Institut für Suchtprävention  die Projekte „pro mente job“ (individuelle Ausbildung), „pro mente plus“ (forensische Ambulanz und forensische Wohnprojekte), „pro mente reha“ (für psychische Rehabilitation), die „pro mente Akademie GesmbH“ und der Verlag „edition pro mente“.
Für die Berufliche Integration wird u. a. Arbeitsassistenz zur Unterstützung bei der Suche nach bzw. der psychischen Bewältigung der Arbeit für maximal 12 Monate in Linz, Braunau am Inn, Gmunden, Schärding, Steyr, Vöcklabruck, Wels angeboten. Außerdem bestehen Arbeitstrainingszentren in Linz, Asten, Kirchdorf an der Krems, Altenfelden, Steyr, Vöcklabruck, wo in Werkstätten in den Bereichen Holz, Küche, Bücher, Kunst, Gärtnerei, Druckerei, Teppichweberei, Gastronomie gearbeitet wird. Zusätzlich werden auch Cafeterias in Seniorenheimen unterhalten.

### pro mente Salzburg
Dieser Verein für psychische und soziale Rehabilitation wurde 1974 gegründet und betreut ca. 2000 Personen. Der Salzburger Verein beinhaltet die „gemeinnützige Gesellschaft für psychische und soziale Rehabilitation“, welche ein Arbeitstrainingszentrum (ATZ) in Wals-Siezenheim betreibt. Die Arbeitsbereiche umfassen Büro, Holz, Textil, Produktion, wobei die Dauer der Maßnahme zwölf Monate beträgt. Weiters werden Cafés; Wohneinrichtungen für therapeutisches bzw. betreutes Wohnen; Beschäftigungsprojekte für eine flexible Rehabilitation; Arbeitstraining von zwölf Monaten für Jugendliche („Jumber“) mit psychiatrischer Beeinträchtigung; eine ambulante Krisenintervention und ganztägige Telefonhotline; eine ambulante Wohnbetreuung; eine Kinderseelenhilfe für psychisch kranke Kinder betrieben.
Ein weiterer Teil von pro mente salzburg ist die „gemeinnützige Gesellschaft für Arbeitsrehabilitation“, die u. a. eine Arbeitsassistenz zur Bewältigung beruflicher Problem bzw. für den Wiedereinstieg in die Arbeitswelt mit einem Programm für Gehörlose anbietet. Ferner enthalten ist eine Integrationsassistenz für Jugendliche für Arbeit und Ausbildung, und ein integratives Arbeitstraining in Salzburg, Pongau und Pinzgau, wo Arbeiten aus Speckstein, ein Wasch- und Bügelservice, und eine Kinderartikelbörse angeboten werden.

### pro mente Steiermark
pro mente Steiermark ist seit 1989 steiermarkweit in der Betreuung von Menschen mit psychischen Erkrankungen und psychosozialen Problemen tätig. 90 Projekte (Stand 2016) bieten Hilfe in folgenden Bereichen: berufliche Rehabilitation (Arbeits- und Berufstrainings), Arbeitsassistenz, Tagesstrukturierende Beschäftigung, Betreutes Wohnen, Mobile sozialpsychiatrische Betreuung, Forensische Übergangswohnhäuser, Diagnostik, Prävention, Sport und Bewegung, Beratung bei Depressionen, Burnout und psychischer Gesundheit am Arbeitsplatz.
Für den Wiedereinstieg ins Berufsleben bietet pro mente steiermark einjährige Arbeits- und Berufstrainings in Bruck an der Mur, Feldbach, Fohnsdorf, Fürstenfeld, Graz, Hartberg, Kapfenberg, Köflach, Krieglach, Leoben, Liezen und Weiz. Menschen mit psychischen Problemen trainieren hier berufliche, organisatorische und soziale Fähigkeiten; Arbeitsbereiche sind u. a. Buchbinderei, Gärtnerei, Fahrradreparatur, Küche, Schneiderei oder Tischlerei. Weitere Angebote in der beruflichen Rehabilitation sind die einmonatige Diagnostik, die Berufliche Orientierungshilfe (Information über die eigene Arbeitsfähigkeit und Berufskompetenz) sowie die Arbeitsassistenz für Erwachsene und Jugendliche (Hilfe bei der Erlangung bzw. Sicherung des Arbeitsplatzes). Ebenso gibt es niederschwellige Beschäftigungsangebote.
Im Bereich der sozialen Rehabilitation unterhält pro mente steiermark fünf sozialpsychiatrische Tagesstrukturen in Graz, Hartberg und Kapfenberg. Betroffene trainieren hier lebenspraktische und soziale Fertigkeiten und lernen, ihren Tagesablauf mit sinnvollen Tätigkeiten zu strukturieren. Die Einrichtungen der teilzeitbetreuten Wohnversorgung sind für Menschen, die keine dauerhafte stationäre Betreuung brauchen, aber noch nicht in der Lage sind, ohne regelmäßige Betreuung zu leben. Ebenso vorhanden ist eine mobile sozialpsychiatrische Betreuung in den Bezirken Bruck-Mürzzuschlag, Deutschlandsberg, Graz, Hartberg-Fürstenfeld, Leoben und Liezen.

### pro mente Tirol
Die Gesellschaft für Psychische Gesundheit – pro mente Tirol bietet Menschen, die auf Grund einer psychischen Erkrankung an Beeinträchtigungen und Behinderungen leiden, Rehabilitation und Betreuung an. Den Klienten sollen die Möglichkeiten eröffnet werden, von ihrer psychischen Erkrankung zu genesen, die Krankheitsfolgen zu bewältigen, ihre Lebensumstände selbstbestimmt zu verbessern sowie neue Lebensperspektiven zu entwickeln.
Die rehabilitativen Angebote und Hilfen stehen Menschen mit psychischen Erkrankungen und psychischen Beeinträchtigungen offen und umfassen:
Ambulante Angebote: Abklärung, ambulante sozialpsychiatrische Beratung – Behandlung – Betreuung – Begleitung, Krisenintervention, Case-Management, aufsuchender Dienst, Vermittlung anderer Dienste, Prävention
Tagesgestaltung: Stabilisierung, Orientierung, Abklärung, Basisrehabilitation, Kontaktfindung, Beschäftigung, gesellschaftliche Teilhabe, Freizeitangebot
Wohnbetreuung: Selbstversorgung, Alltagsbewältigung, Kommunikation, individuelle und spezielle Wohnformen
Arbeit und Ausbildung: Berufsorientierung, Arbeits- und Berufstraining, Training on the job, berufliche Integration, Berufsbegleitung, Integrationsbetrieb
Um eine leichte Erreichbarkeit, den Verbleib in der gewohnten Umgebung und gesellschaftliche Teilhabe zu ermöglichen, wurden Zentren in sieben Tiroler Bezirken eingerichtet in Imst, Innsbruck, Kufstein, Landeck, Lienz, Reutte und Schwaz.
Seit den 1980er Jahren ist die Gesellschaft für Psychische Gesundheit – pro mente tirol an der Reform der psychiatrischen Versorgung in Tirol und Österreich beteiligt. Darüber hinaus sieht es der Verein als Aufgabe die psychische Gesundheit der Tiroler Bevölkerung zu fördern. Unter anderem beteiligt sich die Gesellschaft für Psychische Gesundheit – pro mente tirol an Projekten, wie der European Alliance Against Depression – EAAD schAUGAUFDI, EQUAL.

### pro mente Vorarlberg
pro mente Vorarlberg begleitet Menschen mit seelischen Erkrankungen: ambulant in den Beratungsstellen Bregenz, Dornbirn, Feldkirch sowie in den kinder- und jugendpsychiatrischen Beratungsstellen in Dornbirn und Nenzing, in Tageseinrichtungen, Wohngemeinschaften und Werkstätten. Die pro mente Vorarlberg gGmbH bietet im Auftrag des Landes Vorarlberg eine ganzheitliche Betreuung für Betroffene an. Im Team sind Fachkräfte aus den Bereichen Psychiatrie, Psychologie, Psychotherapie, Psychiatrische Gesundheits- und Krankenpflege, Sozialarbeit, Ergo- und Kreativtherapie. Gearbeitet wird berufsübergreifend und vernetzt. Je nach Situation werden Familie, Angehörige oder Freunde miteinbezogen. So können individuelle Lebenssituationen und Bedürfnisse berücksichtigt werden. Über die Akutbehandlung hinaus brauchen Menschen mit einer psychischen Erkrankung vielfach eine intensive Betreuung in ihrem privaten Umfeld. Die pro mente Vorarlberg hilft wenn notwendig, auch bei alltäglichen Problemen, bei rechtlichen Fragen, bei der Suche nach einer Wohnung oder nach einem Arbeitsplatz.

### pro mente Burgenland
Diese Gesellschaft für psychische und soziale Gesundheit mit Sitz in Eisenstadt arbeitet am Ausbau der psychosozialen Versorgungsstrukturen und versucht, die Zusammenarbeit der Einrichtungen im Burgenland zu verbessern. Die Rehabilitation und Betreuung psychisch beeinträchtigter Personen wird mit Hilfe von Sozialbegleitung durchgeführt: z. B. mit einem Tageszentrum und einem therapeutischen Rehabilitations-Wohnheim in Lackenbach und Zurndorf, und betreutes Wohnen in Kohfidisch, Lackenbach, Mattersburg und Zurndorf.

#### pro mente Burgenland Verein
pro mente Burgenland ist ein gemeinnütziger, überparteilicher und überkonfessioneller Verein, der sich für psychisch erkrankte und psychosozial benachteiligte Menschen sowie für deren Angehörige einsetzt. Dieser Verein wurde am 28. November 2000 gegründet. Eigenständige „pro mente“ – Vereine bestehen auch in allen anderen Bundesländern.
pro mente Burgenland ist Mitglied des Dachverbandes pro mente Austria um die gemeinsamen Interessen auf Bundesebene zu transportieren. Die Vereinsaktivitäten von pro mente Burgenland werden aus Förderungen, Mitgliedsbeiträgen und Spenden finanziert.

#### pro mente Burgenland GmbH
Der Verein pro mente Burgenland gründete am 1. Juli 2009 die gemeinnützige GmbH pro mente Burgenland, um ein breites Wohn- und Betreuungsangebot für psychisch kranke Erwachsene zu schaffen. Der GmbH obliegt die Verwaltung von betreuten Wohnangeboten sowie Tagesstrukturangeboten in den burgenländischen Regionen Kohfidisch, Lackenbach, Mattersburg und Zurndorf. Der Verein pro mente Burgenland ist 100% Gesellschafter der GmbH.

### Psychosozialer Dienst Burgenland
Der Psychosoziale Dienst (PSD) Burgenland besteht seit 1949 und unterhält Beratungszentren in Eisenstadt, Güssing, Jennersdorf, Mattersburg, Neusiedl am See, Oberwart. Dazu ein Ambulatorium in Oberpullendorf, eine Psychiatrieambulanz in Oberwart, ein heilpädagogisches Zentrum in Rust, und ein Zentrum für Kinder- und Jugendpsychiatrie in Eisenstadt. Es werden dabei zum Teil psychosoziale Betreuung, medizinische Behandlung, Psychotherapie, Sozialarbeit, Drogen und Suchtberatung, und betreutes Einzelwohnen durchgeführt.
Der Arbeitskreis für Vorsorge- und Sozialmedizin (aks) bemüht sich um die Erhaltung und Verbesserung der Gesundheit in Vorarlberg. Er unterhält Außenstellen für Ambulante Neurologische Rehabilitation in Bregenz, Bürs, Dornbirn, Egg, Götzis und sozialpsychiatrische Dienste in Bludenz, Dornbirn, Egg, Feldkirch, Götzis. Ebenso wird eine Beschäftigungswerkstätte in Götzis unterhalten.
Das Arcus Sozialnetzwerk im Mühlviertel versucht Beschäftigungsmöglichkeiten und unterstütztes Wohnen (in Hofkirchen im Mühlkreis, Kollerschlag, Neufelden, Neustift im Mühlkreis, Putzleinsdorf, Rohrbach, Sarleinsbach) für beeinträchtigte Menschen zu finden.
Der ARGE Sozialdienst Mostviertel ist vor allem im Bereich betreutes Wohnen tätig, wobei Wohneinrichtungen in den Bezirken Amstetten, Melk, Scheibbs unterhalten werden.
Die Gesellschaft zur Förderung seelischer Gesundheit (GFSG) in der Steiermark bietet Therapien und Beratungen für Menschen mit psychischen Erkrankungen an, und unterhält mehrere psychosoziale Zentren und Außenstellen in Graz, Hartberg, Leibnitz, Pöllau, Vorau, Neudau, Friedberg. Daneben stehen zum Teil auch Therapiezentren für Kinder, Jugendliche, und ältere Menschen zur Verfügung.
Der Verein Start (Sozialtherapeutische Arbeitsgemeinschaft Tirol) unterhält ein Tageszentrum in Innsbruck, um Personen in psychischen Krisen zu beraten, bzw. in dem auch eine Tagesstruktur angeboten wird. Auch steht ein Arbeitsqualifizierungsbetrieb und eine Berufsqualifizierung für Jugendliche zur Verfügung.
Die Therapiewerkstätte OPUS des Vereins zur Schaffung alternativer Beschäftigungsmöglichkeiten für psychisch Kranke ist eine Papier und Holz verarbeitende Werkstätte in Wien, in der an Psychosen leidende Menschen beschäftigt sind. Die Arbeiter werden dabei psychologisch betreut.
HPE Österreich (Hilfe für Angehörige und Freunde psychisch Erkrankter) nimmt die Interessen der Angehörigen und Freunden psychisch Erkrankter wahr, und berät diese in allen österreichischen Bundesländern.
Pro humanis leben. helfen. ist ein gemeinnütziger Verein in Graz, der Sozialbegleitung für beeinträchtigte Menschen für die Bewältigung ihrer Probleme anbietet.
Die Österreichische Gesellschaft für gemeindenahe Psychiatrie ist Herausgeber der Zeitschrift „gemeindenahe psychiatrie“, die sozialpsychiatrische Themen behandelt.